# Andrenosoma mesoxantha
Andrenosoma mesoxantha är en tvåvingeart som först beskrevs av Christian Rudolph Wilhelm Wiedemann 1828.  Andrenosoma mesoxantha ingår i släktet Andrenosoma och familjen rovflugor. Inga underarter finns listade i Catalogue of Life.